# Leptophius flavocinctus
Leptophius flavocinctus är en skalbaggsart som först beskrevs av Johann Heinrich Hochhuth 1849.  Leptophius flavocinctus ingår i släktet Leptophius, och familjen kortvingar. Arten har ej påträffats i Sverige.